# Мартвильський муніципалітет
Мартвильський  муніципалітет (груз. მარტვილის მუნიციპალიტეტი) — муніципалітет в Грузії, що входить до складу краю Самеґрело-Земо Сванеті (або Мегре́лія-Верхня Сване́тія). Знаходиться на заході Грузії, на території історичної області Мегрелія. Адміністративний центр — місто Мартвілі.

## Населення
Станом на 1 січня 2014 чисельність населення муніципалітету склала 33 463 мешканців.
Більшість населення складають мегрели, одна з етнографічних груп грузин.
| Грузини | Росіяни |
| 99,8 %  | 0,1 %   |